# Traquenard (film)
Pour les articles homonymes, voir Party Girl et Traquenard.
Pour plus de détails, voir Fiche technique et Distribution.
Traquenard (Party Girl) est un film de procès noir américain réalisé par Nicholas Ray sorti en 1958.

## Synopsis
Thomas Farrell (Robert Taylor) est l'avocat talentueux du gangster Rico Angelo (Lee J. Cobb), ce qui ne lui pose guère de problème moral, jusqu'au jour où il rencontre une employée de celui-ci, la danseuse Vicky Gaye (Cyd Charisse) dont il tombe follement amoureux. L'intrigue se bâtit sur l'opposition entre le héros déchu par ses compromis avec la mafia et physiquement diminué (il boite), et les autres protagonistes : le gangster rusé, cynique, animé d'une énergie farouche, séduit par l'élégance et l'intelligence de son avocat, et la danseuse de cabaret, intègre, courageuse, au sommet de sa grâce physique.

## Fiche technique
- Titre original : Party Girl
- Réalisation : Nicholas Ray
- Scénario : Leo Katcher et George Wells
- Photographie : Robert J. Bronner
- Musique : Jeff Alexander et (non crédité) André Previn
- Montage : John McSweeney Jr.
- Direction artistique : Randall Duell et William A. Horning
- Décors : Henry Grove et Richard Pefferle
- Costumes : Helen Rose
- Producteur : Joe Pasternak, pour la Metro-Goldwyn-Mayer
- Durée : 95 minutes
- Format : Couleur
- Genre : Film noir, drame et romance
- Pays de production :  États-Unis
- Dates de sortie : 
  - États-Unis : 28 octobre 1958
  - France : 9 mars 1960[1]

## Distribution
- Robert Taylor : Thomas 'Tommy' Farrell (VF : Jean Davy)
- Cyd Charisse : Vicki Gaye (VF : Nelly Benedetti)
- Lee J. Cobb : Rico Angelo (VF : Jean-Marie Amato)
- John Ireland : Louis Canetto
- Kent Smith : Jeffrey Stewart (VF : Michel Gudin)
- Claire Kelly : Genevieve, épouse de Farrell
- Corey Allen : Cookie La Motte (VF : Pierre Trabaud)
- Lewis Charles : Danny Rimett
- David Opatoshu : Lou Forbes, Assistant de Farrell
- Kem Dibbs : Joey Vulner
- Patrick McVey : O'Malley (VF : Robert Dalban)
- Barbara Lang : Ginger D'Amour, danseuse (VF : Martine Sarcey)
- Myrna Hansen : Joy Hampton, danseuse
- Betty Utey : Cindy Consuelo, danseuse
- Sam McDaniel : Jesse (VF : Georges Aminel)

Acteurs non crédités
- Hy Anzell : Passant dans le hall
- Stuart Holmes : Juré au procès de Canetto
- Jack Lambert : Nick
- Vito Scotti : Employé d'hôtel à Venise
- Herb Vigran : voix radio (VF : Jean-Claude Michel)

## Commentaire
Traquenard se pose comme un film de genre hybride, entre film de gangsters et mélodrame flamboyant utilisant la beauté et le talent de danseuse de Cid Charisse. La sensualité exacerbée de ses deux numéros dansés rend plus complexe la personnalité grave, désintéressée et pudique du personnage une fois hors scène. R. Taylor marche en boitant vers la guérison et la rédemption grâce à la force de l'amour.  Mais c'est avant tout un film de Nicholas Ray, avec le lyrisme propre au cinéaste, la couleur rouge court tout au long du film, et des séquences frénétiques. Traquenard est son dernier film personnel avant deux grosses productions desquelles il sera plus ou moins absent. Le personnage joué par Robert Taylor est librement inspiré de l'histoire de Dixie Davis (1905-1970), avocat du gangster Dutch Schultz, qui devint un informateur et épousa une danseuse de cabaret.

## Postérité
Georges Perec dans son roman Les Choses décrit la cinéphilie du couple Sylvie et Jérôme : 
« Ils étaient cinéphiles. C'était leur passion première; ils s'y adonnaient chaque soir, ou presque. lis aimaient les images, pour peu qu'elles soient belles, qu'elles les entraînent, les ravissent, les fascinent. Ils aimaient la conquête de l'espace, du temps, du mouvement, ils aimaient le tourbillon des  rues  de   New  York,  la  torpeur  des tropiques,   la   violence   des   saloons.   Ils n'étaient,   ni   trop   sectaires,   comme   ces esprits obtus qui ne jurent que par un seul Eisenstein, Bunuel, ou Antonioni, ou encore - il faut de tout pour faire un monde -Carné, Vidor, Aldrich ou Hitchcock, ni trop éclectiques, comme des individus infantiles qui perdent tout sens critique et crient au génie pour peu qu'un ciel bleu soit bleu ciel, ou que le rouge léger de la robe de Cyd Charisse tranche sur le rouge sombre du canapé de Robert Taylor.»